# Баррис, Джордж (фотограф)
Джордж Ба́ррис (англ. George Barris; 14 июня 1922, Нью-Йорк, США — 30 сентября 2016, Таузанд-Окс, Калифорния, США) — американский фотограф и фотожурналист. Получил известность благодаря снимкам киноактрисы
Мэрилин Монро.
Баррис, снимавший крупнейших звезд Голливуда, таких как Элизабет Тейлор, Чарли Чаплин, Кэри Грант и Марлон Брандо, провёл последнюю фотосессию Монро на пляже Санта-Моники 13 июля 1962 года за три недели до её смерти.

## Биография
Родился 14 июня 1922 года в Нью-Йорке в семье румын.
Интерес к фотографии появился у него в возрасте шести лет, когда его старший брат подарил ему коробочный фотоаппарат. 
Подростком он зарабатывал карманные деньги, делая фотографии родных и друзей.
Во время Второй мировой войны служил в отделе по связям с общественностью армии США. Был личным фотографом генерала Дуайта Эйзенхауэра (будущего президента США) на параде Победы в Нью-Йорке 19 июня 1945 года.
С Мэрилин Монро познакомился на съёмках фильма «Зуд седьмого года». Она позировала ему на пляже Санта-Моники для фотосессии, впоследствии названной «Последние фотографии». В 1995 году Баррис опубликовал книгу «Мэрилин: Её жизнь её же словами» (англ. Marilyn: Her Life In Her Own Words).
Умер 30 сентября 2016 года в Таузанд-Оксе в возрасте 94 лет.